# Abdulla Boboxonov
Abdulla Boboxonov (russisch Абдулла Бабаханович Бабаханов Abdulla Babachanowitsch Babachanow; * 8. Februar 1910 in Tokmok; † 10. Juni 1990 oder 18. Juni 1992 in der Oblast Moskau) war ein sowjetisch-usbekischer Architekt und Pädagoge. Er war Verdienter Architekt des Volkes der UdSSR 1970.

## Leben
Abdulla Boboxonov wurde am 8. Februar 1910 in Tokmok geboren.
Ab 1920 wurde er im Internat „Namuna“ in Taschkent erzogen. 1924 trat er in das usbekische Institut für Pädagogik (Usinpros) ein, wo er Lehramt studierte. Nach seinem Abschluss unterrichtete er Physik und Mathematik an Schulen in Samarqand, Qarshi, Shahrisabz und Qoʻqon. 1929 eröffnete die Abteilung für Landgewinnungsingenieurwesen der Zentralasiatischen Staatsuniversität (heute Nationale Universität Usbekistans) eine Abteilung für Architektur und Bauwesen, und Abdulla setzte sein Studium dort fort. Er beendete sein Studium an der Fakultät im Jahr 1933. Von 1934 bis 1938 absolvierte er ein Postgraduiertenstudium am Moskauer Architektur-Institut.
Im Jahr 1938 kehrte er nach Taschkent zurück und wurde Chefarchitekt des Taschkenter Designinstituts. Er nahm am Zweiten Weltkrieg teil. Er kämpfte im 191. Pionierregiment. Er baute Militärbrücken, Gefechtsstände, Bunker, Flöße und Schützengräben. Er nahm an den Kämpfen in den Kursker Ardennen, an der weißrussischen und ukrainischen Front teil.
Von 1946 bis 1956 war er Direktor des Staatlichen Designinstituts von Usbekistan. Ab 1963 leitete er die Abteilung für Architektur am Polytechnischen Institut in Taschkent. Er war Autor einer Reihe von Monographien, Büchern, wissenschaftlichen Artikeln und Berichten. Er war Vorsitzender des Verbands der Architekten der Usbekischen SSR (1944–1946, 1964–1968).
Im Jahr 1989 zog er mit Familie in die Nähe von Moskau und lebte dort mit Frau und Sohn. Er starb am 10. Juni 1990 oder am 18. Juni 1992 in einem Vorort von Moskau.

## Werke

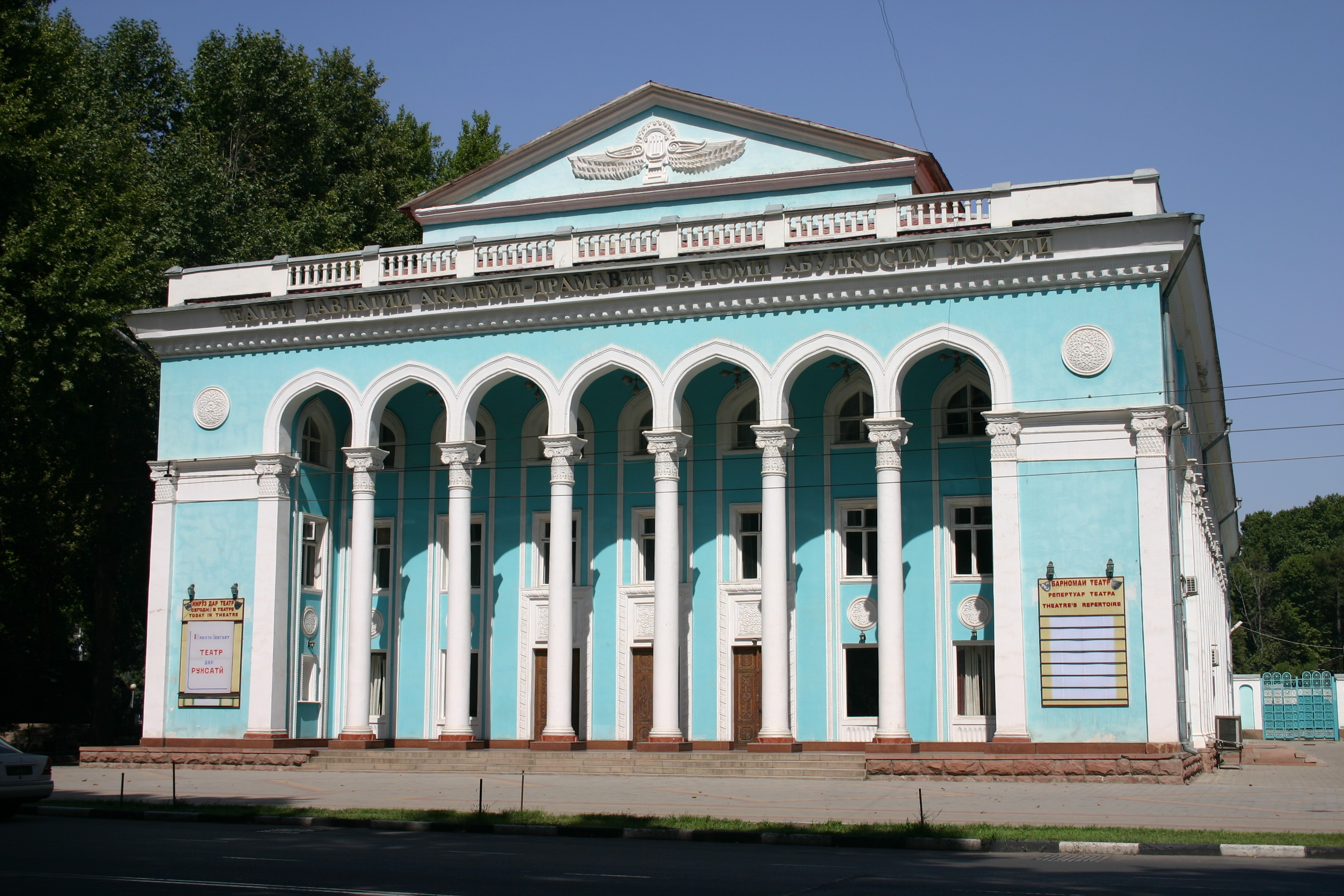
Schauspielhaus „A. Lohutij“ in Duschanbe (1953)

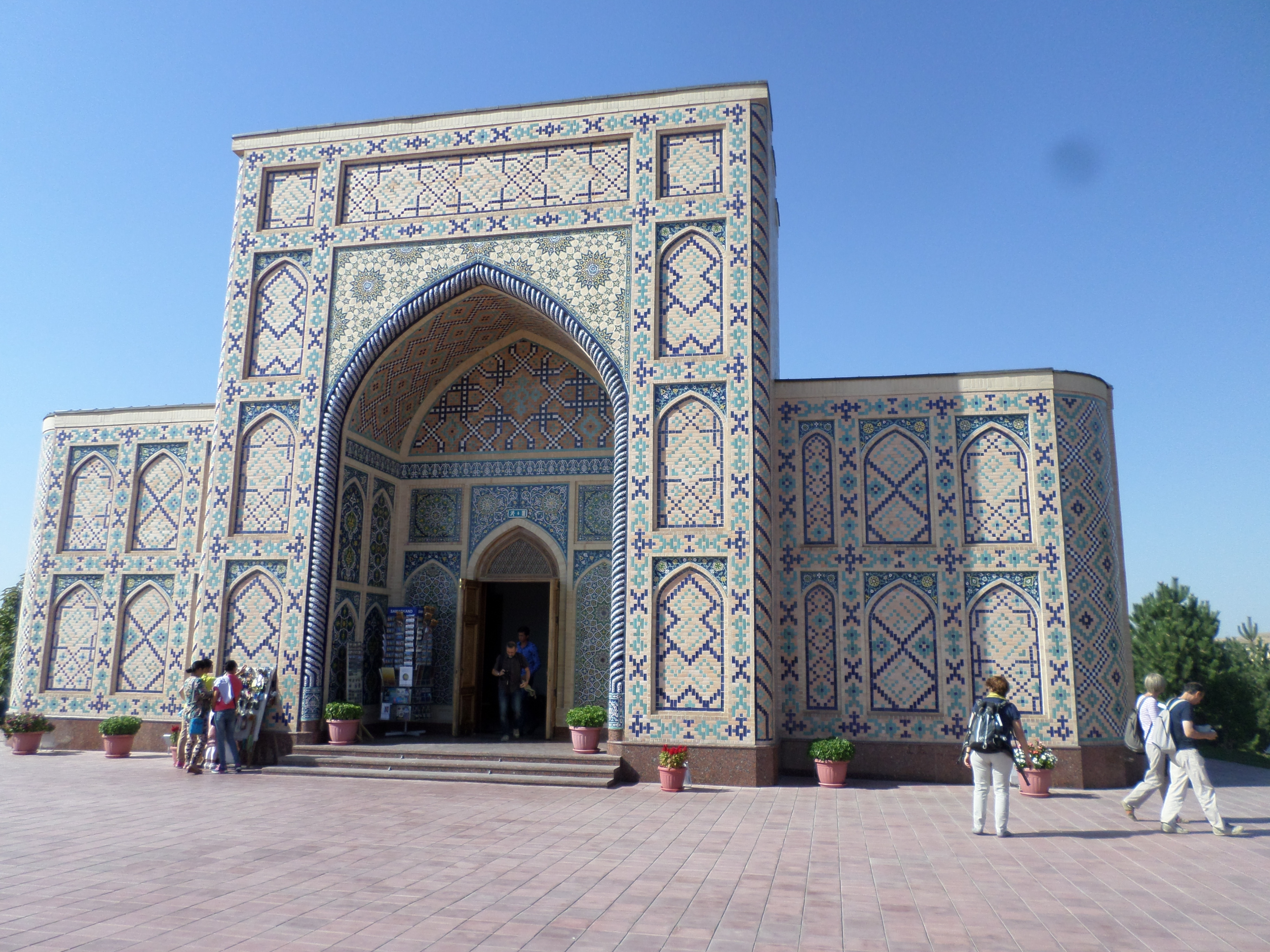
Ulugh-Beg-Museum (1964)

- Ulugh-Beg-Museum (1964)Aufstockung des Kolchosklubs für 300 Plätze in Taschkent (1930er Jahre)
- Architektonische Elemente des Großen Farg‘ona-Kanal (1939)
- Architektonische Elemente des Stausee Kattaqo‘rg‘on (1940–1941)
- Schauspielhaus „A. Lohutij“ in Duschanbe (1953)
- S.-Rachimow-Kino in der Altstadt Taschkent (1954)
- Ulugh-Beg-Museum in Samarqand (1964)
- Architektonische Elemente des Stausees Süd-Surxondaryo (1964–1967)
- Hamza-Niyoziy-Mausoleum in Shohimardon (1960er)

Öffentliche Gebäude in Taschkent, Duschanbe und anderen zentralasiatischen Städten.

## Auszeichnungen
- Verdienter Architekt der Usbekischen SSR
- Verdienter Architekt des Volkes der UdSSR (1970)
- Orden des Roten Sterns
- Orden des Vaterländischen Krieges II. Klasse